# Clement Cotterill Scholefield
Clement Cotterill Scholefield, född 22 juni 1839 i Edgbaston, död 10 september 1904 i Frith Hall i Godalming, var en engelsk präst i den Anglikanska kyrkan och koralkompositör. 
Han var yngste sonen till William Scholefield, brittisk parlamentsledamot som vigdes till  diakon 1867 och till präst 1869.

## Kompositioner
- Den dag du gav oss, Gud, är gången. Musik till den engelska psalmen The day thou gavest, Lord, is ended med text av John Ellerton.